# Tigranes IV av Armenien
Tigranes IV av Armenien, död 1 e.Kr., var regerande kung av Armenien 8-5 och 2 f. Kr -1 e.Kr. 